# 上帝巨蜣螂
上帝巨蜣螂（学名：Heliocopris dominus）也称王大蜣螂、大王象粪蜣螂、上帝粪蜣、君主巨蜣螂、大王粪金龟、象粪巨蜣螂、象粪金龟、象屎金龟等，一种分布于印度、东南亚中南半岛和马来半岛以及中国云南省西双版纳傣族自治州等地区的蜣螂，隶属于金龟子科巨蜣螂属。
本种是体型最大的一种蜣螂，成虫体长可超过5厘米，主要以亚洲象的粪便为食。